# Paradiso (Tangerine Dream)
Paradiso is een studioalbum van Tangerine Dream. Het is een vervolg op Inferno en Purgatorio en completeert daarmee Edgar Froeses muzikale versie van De goddelijke komedie van Dante Alighieri.  Ten opzichte van de vorige albums in deze serie heeft Jerome Froese de band verlaten. Het album is gezien de begeleidende foto’s opgenomen in het Brandenburger Theater, thuisplaats van het orkest.

## Musici
- Edgar Froese – synthesizers, elektronica
- Thorsten Quaeschning – toetsinstrumenten
- Iris Camaa – percussie, sopraan
- Linda Spa – dwarsfluit, saxofoon, percussie

Met
- Jayney Klimek – alt
- Saskia Klumpp – alt
- Barbara Kindermann – sopraan
- Tatjana Kouchev – alt
- Bianca Acquaya – zangstem
- Fridolin Johann Harms – kinderstem
- Symfonieorkest van Brandenburg
- Nieuw Kamerkoor van Potsdam

## Muziek
| Nr. | Titel                     | Duur  |
| --- | ------------------------- | ----- |
| 1.  | La grande spirale         | 10:08 |
| 2.  | Beyond Sodom and Gomorrha | 10:14 |
| 3.  | La Ley de la Montana      | 7:38  |
| 4.  | A ciela della luna        | 12:50 |
| 5.  | Mercury sphere            | 6;15  |
| 6.  | L’era della venere        | 11:51 |
| 7.  | Invisible sun             | 9:25  |
| 8.  | Jupiter lightning         | 8:12  |

| Nr. | Titel                        | Duur  |
| --- | ---------------------------- | ----- |
| 1.  | La forza del Saturno         | 18:18 |
| 2.  | Stars in distant glow        | 7:43  |
| 3.  | No more birth, no more death | 8:37  |
| 4.  | Transformazione              | 10:46 |
| 5.  | Truth beyond thoughts        | 6:08  |
| 6.  | L’ultima tromba d’oro        | 8:20  |
| 7.  | Leaving                      | 7:01  |